# Can Joan de s'Aigo
Can Joan de s'Aigo és un dels establiments de restauració més emblemàtics de Palma, fou fundat l'any 1700 per Joan de s'Aigo i situat antigament al carrer d'en Fiol.
A començament del segle xx fou comprat per Antoni Martorell i Guasp, i el 1972 passà a mans del seu fill Joan Martorell i Pou.
A mitjan segle xix importava el gel de Barcelona per cobrir les necessitats del local.
El 1976 es traslladà al carrer de Can Sanç i el 1990 va obrir una sucursal al carrer del Baró de Santa Maria del Sepulcre. Al local hi trobam un mosaic de rajoles de principi del segle xix, realitzat per la fàbrica de ceràmiques La Roqueta.
L'establiment ha esdevingut un referent per anar-hi després de les celebracions de Nadal, Sant Sebastià i el Corpus.
Les seves especialitats són el gelat, la xocolata calenta, les ensaïmades i els quartos.